# معركة هان شيونغنو
معركة هان شيونغنو وتُعرف أيضًا باسم معركة سينو شيونغنو، كانت سلسلة من المعارك العسكرية التي دارت بين إمبراطورية هان الصينية واتحاد شيونغنو المتنقل من 133 قبل الميلاد إلى 89 بعد الميلاد.
بدءًا من عهد الإمبراطور وو (حكم 141-87 قبل الميلاد)، غيرت إمبراطورية هان سياستها من سياسة خارجية سلبية نسبيًا إلى إستراتيجية هجومية للتعامل مع هجمات شيونغنو المتزايدة على الحدود الشمالية وذلك وفقًا للسياسة الإمبراطورية العامة لتوسيع الأملاك. في عام 133 قبل الميلاد، تفاقم الصراع ليصبح حرب واسعة النطاق وذلك عندما أدركت شيونغنو أن إمبراطورية هان كانت على وشك نصب كمين لمقاتليهم في مايي. قرر بلاط إمبراطورية هان نشر العديد من الحملات العسكرية الاستكشافية نحو المناطق الواقعة في أوردوس لوب، وممر قانسو، وصحراء جوبي في محاولة ناجحة لغزوها وطرد اتحاد شيونغنو. فيما بعد، تقدمت الحرب نحو العديد من الدول الأصغر في المناطق الغربية. تباينت طبيعة المعارك مع مرور الوقت، حيث وقع العديد من الضحايا خلال تغيرات السيطرة الإقليمية والسيطرة السياسية على الولايات الغربية. تميل التحالفات الإقليمية أيضًا إلى التحول، بالقوة أحيانًا، عندما يسيطر أحد الأطراف في منطقة معينة ويتفوق على الآخر.
هيمنت إمبراطورية هان في النهاية على الرحالة الشماليين، وسمحت الحرب لإمبراطورية هان في التأثير السياسي للتوسع بعمق في آسيا الوسطى. مع تدهور الوضع في شيونغنو، حلت الصراعات الأهلية وزاد من إضعاف الاتحاد، الذي انقسم في النهاية إلى مجموعتين. استسلمت شيونغنو الجنوبية لإمبراطورية هان، لكن شيونغنو الشمالية استمرت في المقاومة وطُردت في النهاية غربًا بسبب الحملات الجديدة التي قامت بها إمبراطورية هان، وظهور ولايات دونهو مثل شانبي. تميزت هذه الفترة بأحداث مهمة شملت الغزوات على مختلف الولايات الأصغر لفرض السيطرة، والعديد من المعارك واسعة النطاق، أدت الحرب إلى النصر الكامل لإمبراطورية هان على ولاية شيونغنو في عام 89 بعد الميلاد.